# Leonida (Grand Theft Auto)
Pour les articles homonymes, voir Leonida.
La Leonida est un État fictif présent dans la série de jeux vidéo Grand Theft Auto de Rockstar Games. Il s'agit d'un territoire s'inspirant de la Floride aux États-Unis.
La plus grande ville de la région est Vice City, parodiant Miami. L'État comprend également d'autres lieux importants comme Vice Beach, Port Gellhorn, Waning Sands, Leonida Keys, Grassrivers, Ambrosia et le parc national du Mont Kalaga,,.
À noter que dans les jeux de l'univers 3D de la franchise (GTA: Vice City et Vice City Stories) ainsi que les premiers opus de l'univers HD  (Grand Theft Auto IV et Grand Theft Auto V), le nom réel de la Floride est utilisé pour désigner l'État où se situe Vice City. Ce n'est qu'avec Grand Theft Auto VI que celui-ci est désormais appelé Leonida,.
La Leonida se situe dans le même univers que les États de Liberty (où se trouve Liberty City), Alderney (anciennement New Guernsey ; avec Alderney City), San Andreas (avec notamment Los Santos, San Fierro et Las Venturas), North Yankton (avec Ludendorff) ainsi que la ville de Carcer City (utilisée dans une autre franchise de Rockstar, Manhunt).

## Étymologie
S'inspirant de la côte sud-est des États-Unis, le nom de l'État de Leonida fait référence à Juan Ponce de León, conquistador espagnol et premier Européen à avoir exploré la péninsule de Floride en 1513.

## Références à l'État dans les précédents jeux

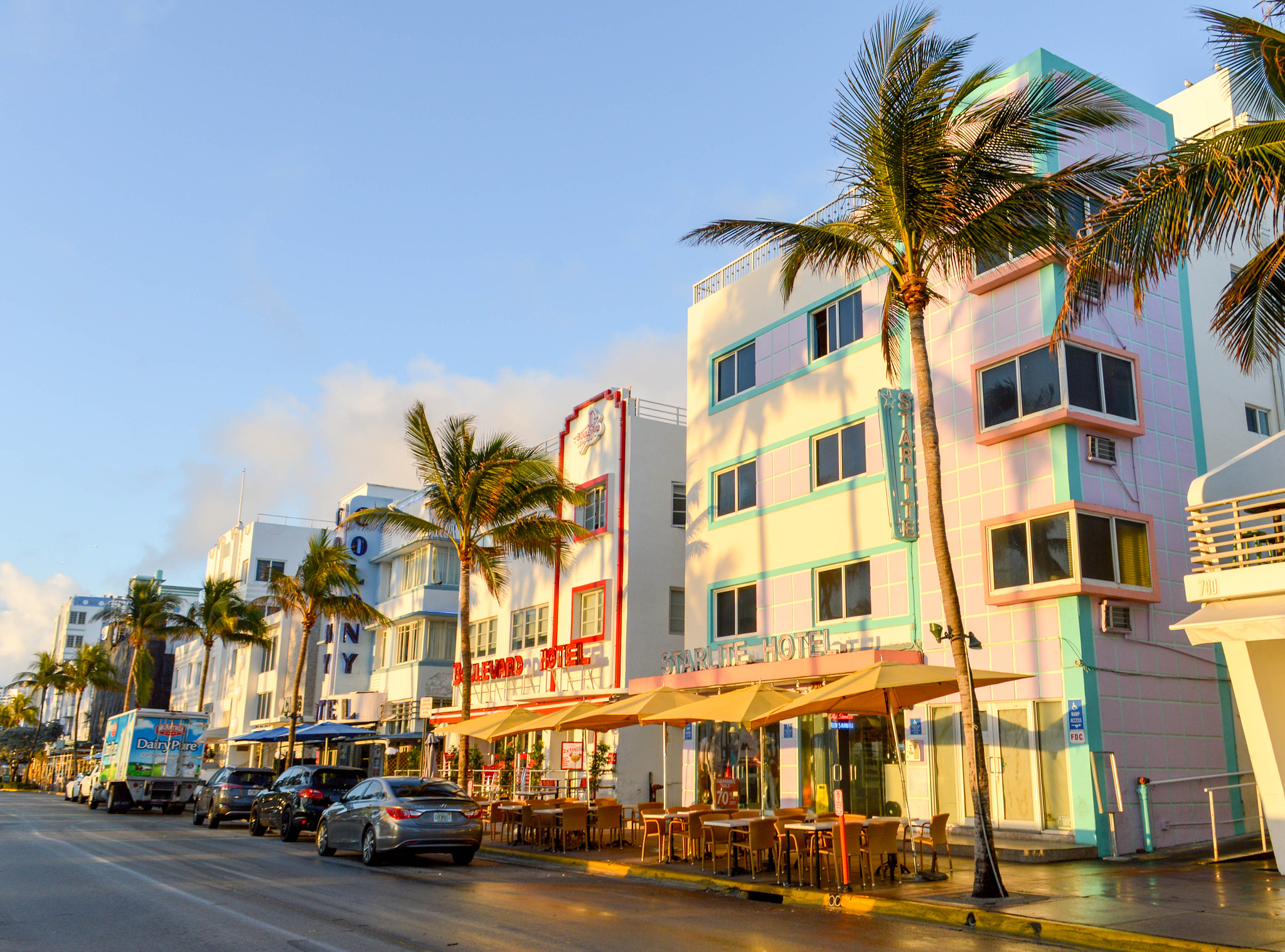
Les cartes de Grand Theft Auto, Vice City et Vice City Stories ne présentent que la ville de Vice City, sans autres lieux de l'État où elle se trouve.

## Univers HD

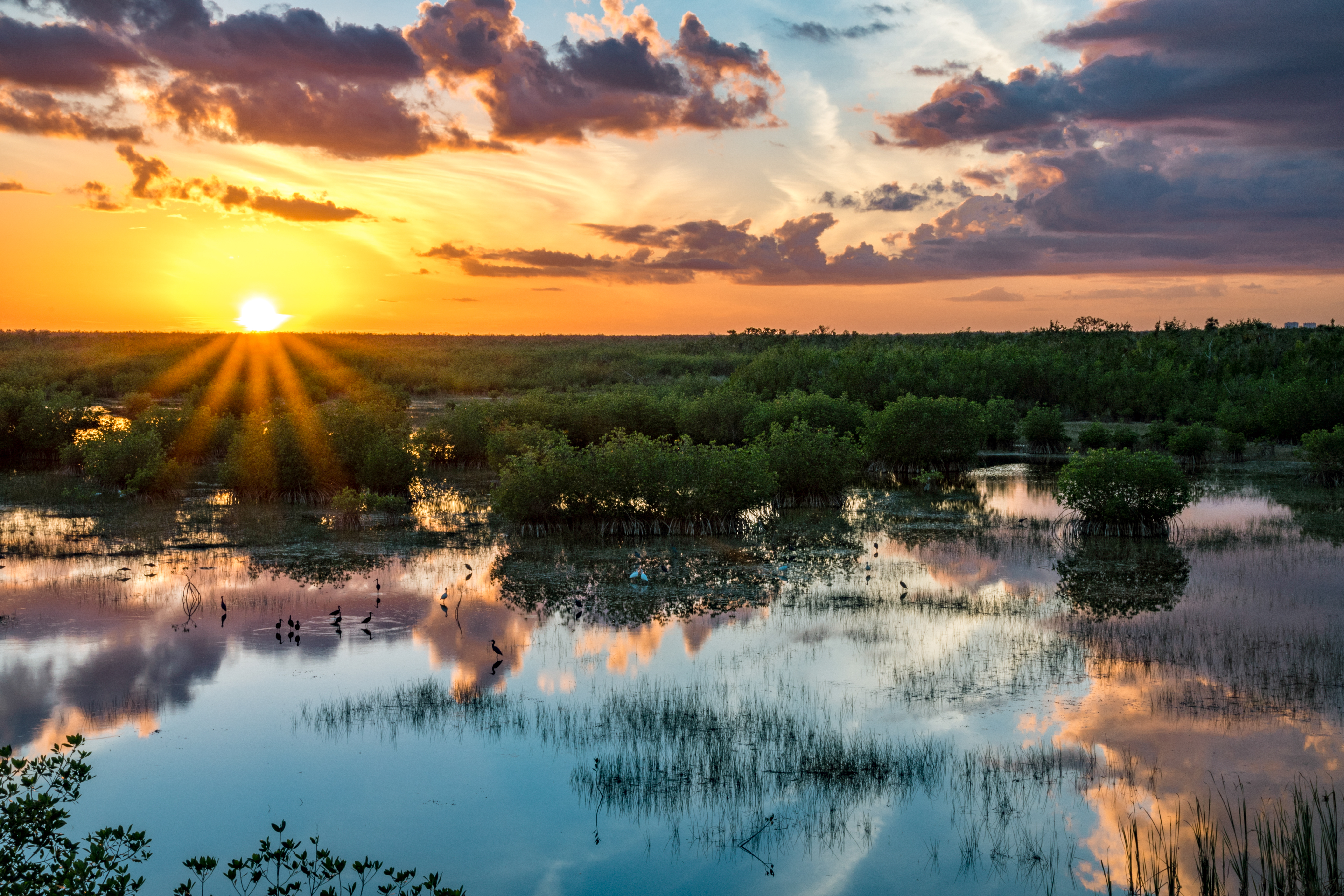
Les Everglades en Floride.

### Villes

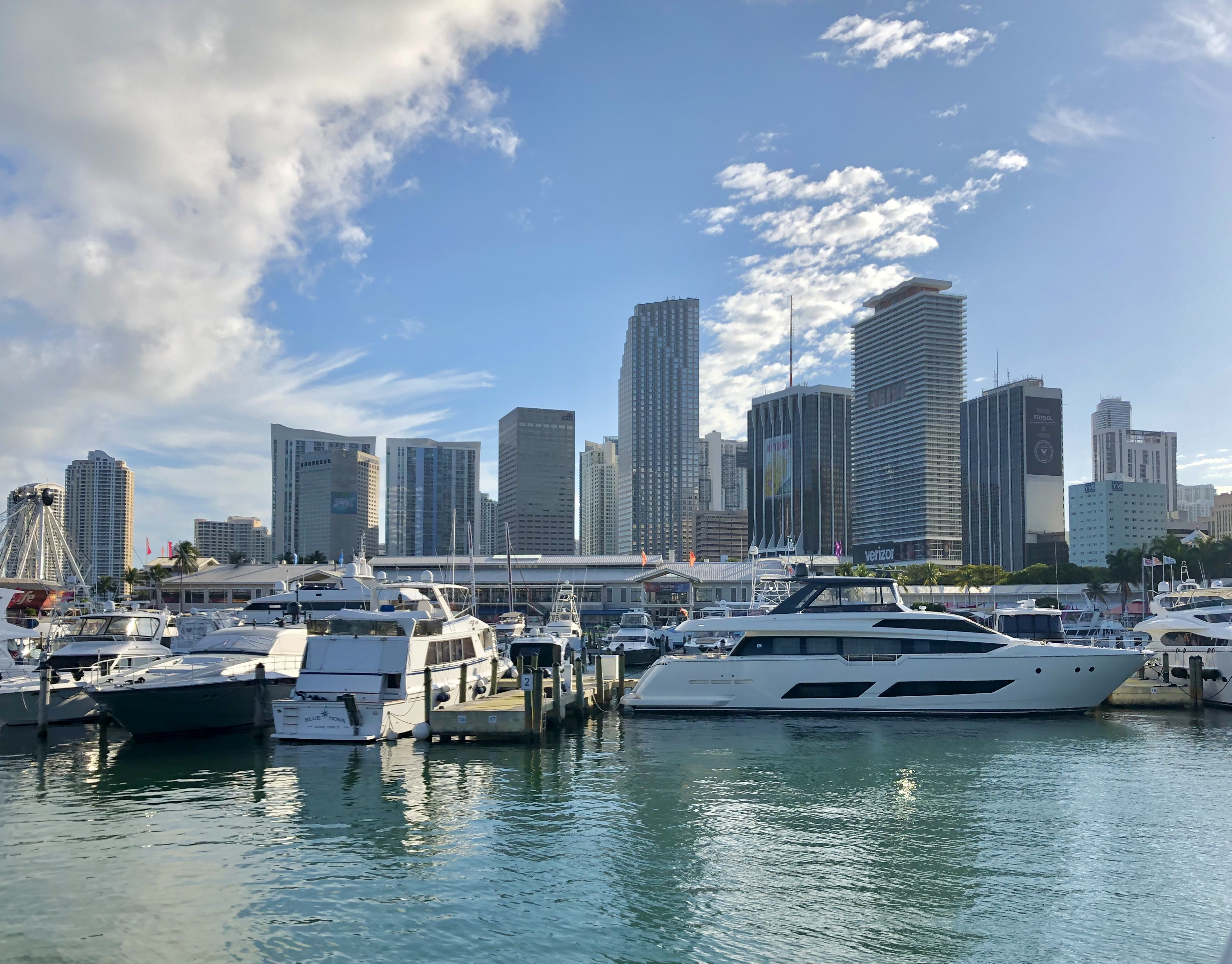
Vue sur la skyline de Miami.
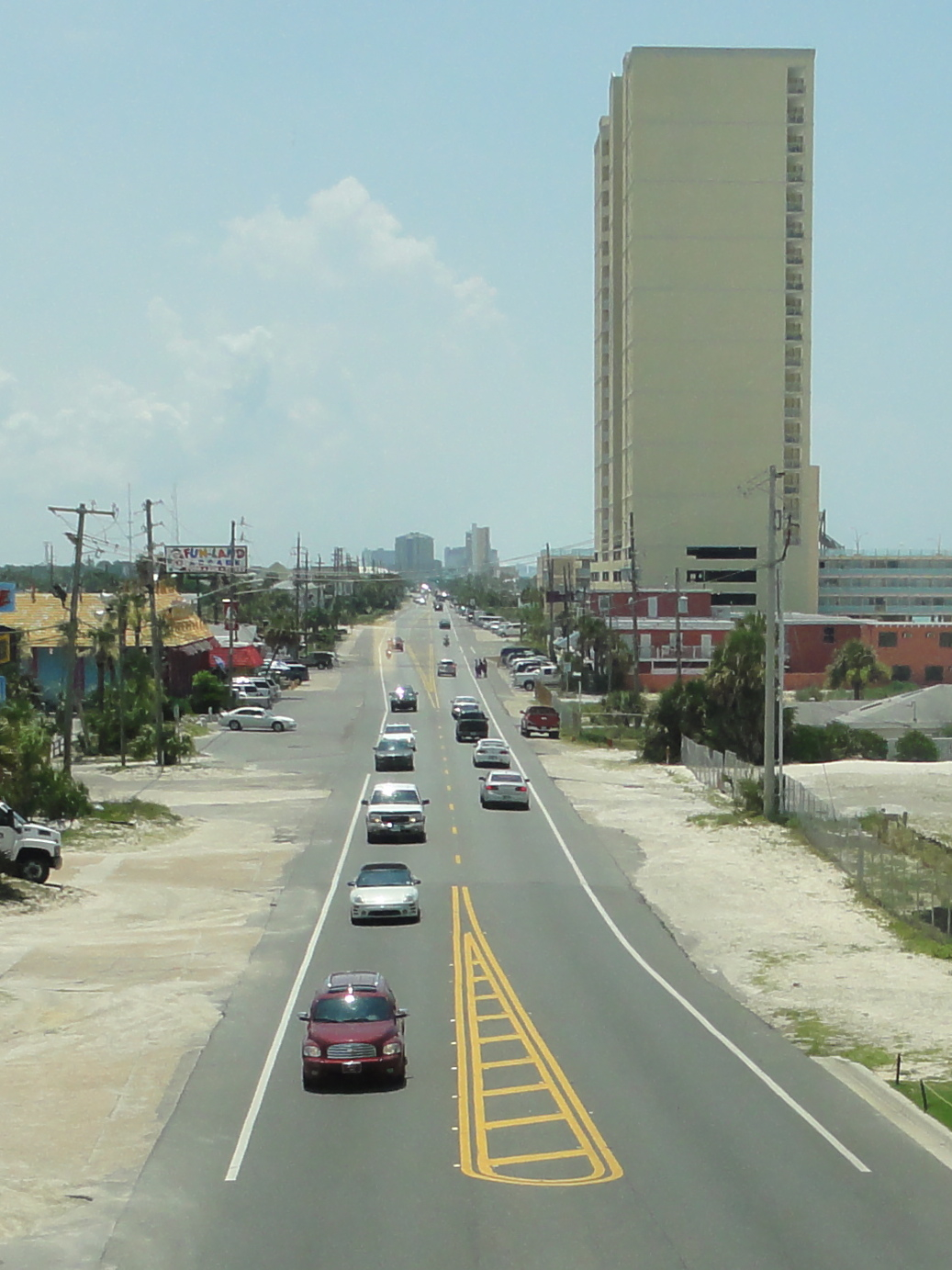
Route menant à Panama City.
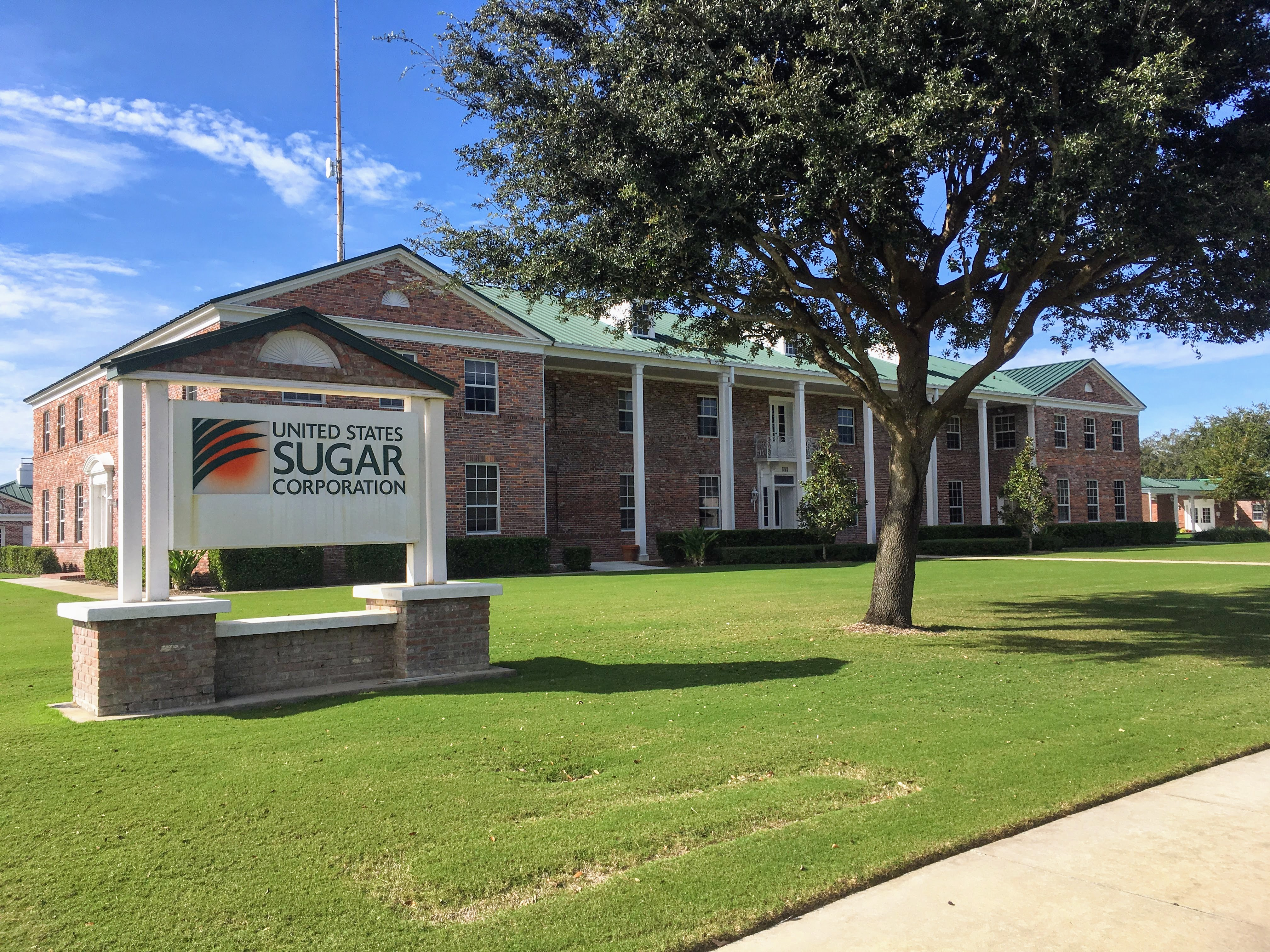
Raffinerie à sucre de Clewiston.

### Zones naturelles

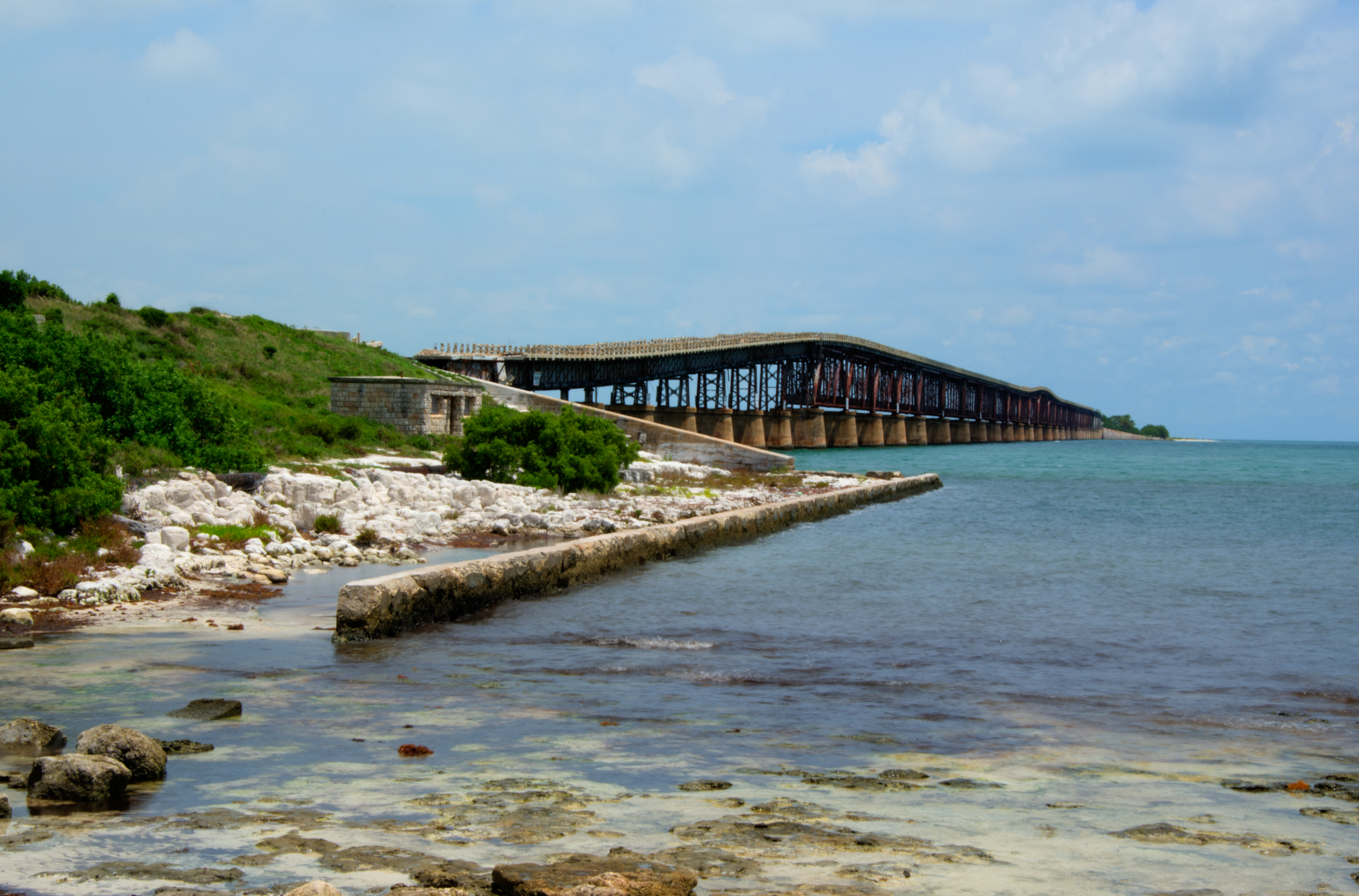
Pont dans les Florida Keys.
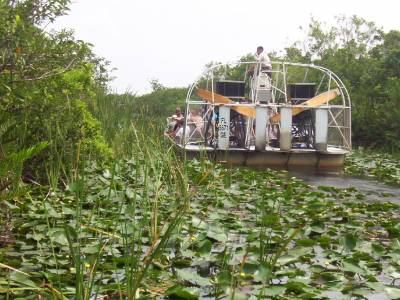
Hydroglisseur naviguant dans les Everglades.
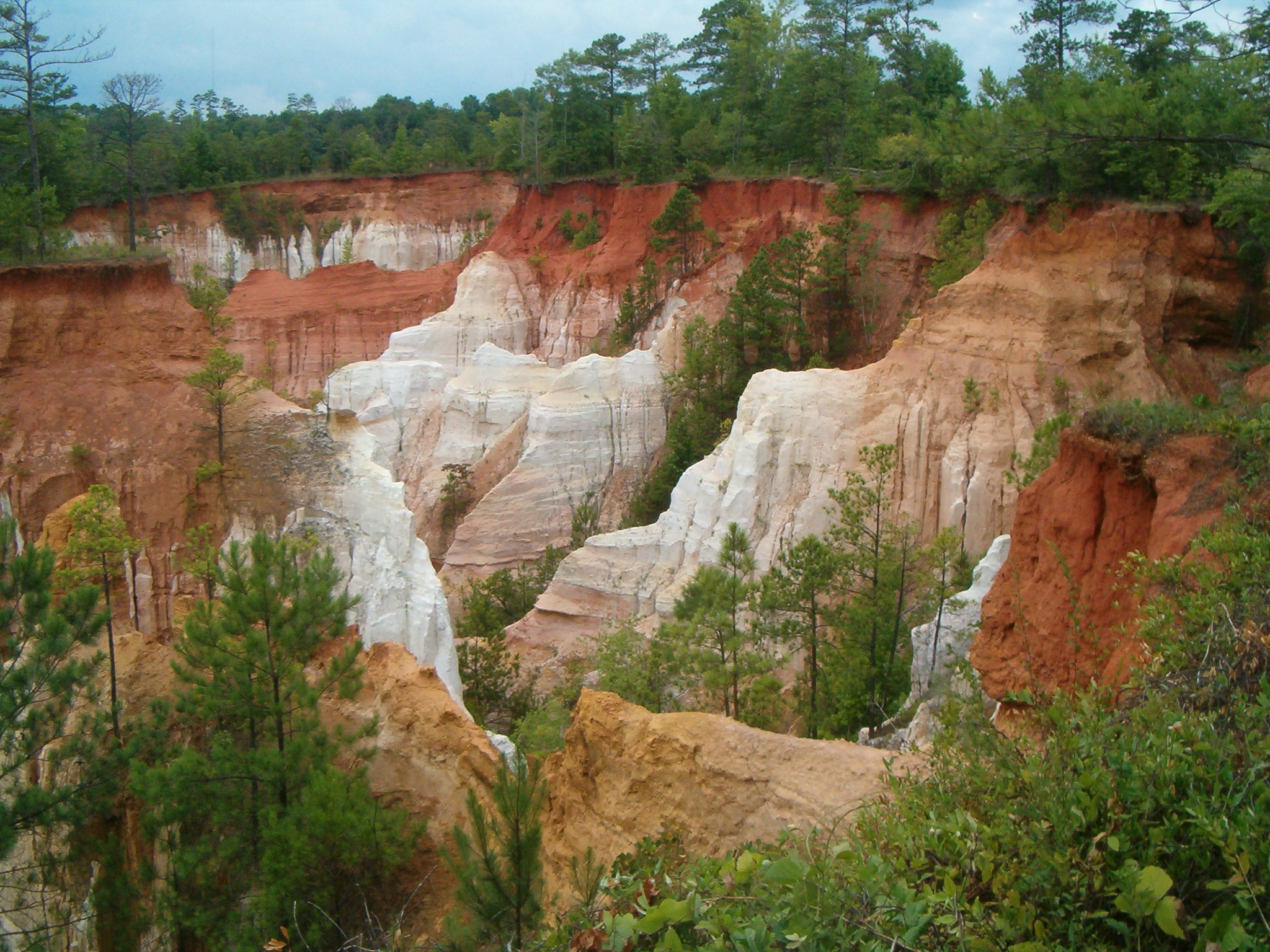
Paysage du Providence Canyon State Park en Géorgie.